# Canciones para ver
- Canciones Para Ver  (2012)

Canciones Para Ver es el primer DVD del cantautor argentino Nelson John grabado en vivo, en El teatro del Viejo Mercado, en el mes de diciembre del 2011. Editado por Quimera Discos en octubre del 2012. 
Incluye canciones de sus dos discos de estudio Ves 2008 y Aquí y Ahora 2010 

## Lista de canciones
1. Abre el corazón / Letra: Nelson, Música: Nelson, Marcos Rodríguez Corbalan /
2. Para verte / Letra y Música: Nelson /
3. Zamba triste / Letra y Muscia: Victor Fernández /
4. Gris / Letra y Música: Nelson /
5. Los mareados / Letra: Enrique cadicamo - Música: Juan Carlos Cobian /
6. Quizá / Letra: Nelson - Música: Nelson, Marcos Rodríguez Corbalan /
7. Verano de Brasil / Letra y Música: Juan Abalos, Martin Serra, Nelson /
8. La fuerza del sol / Letra: Nelson - Música: Juan Blas /
9. Aferrado / Letra y Música: Juan Abalos /
10. El niño que fui / Letra y Música: Nelson, Miguel Lops /
11. Ves / Letra: Sandra Baylack - Música: Juan Abalos, Nelson, Juan Blas /
12. Igual te busco / Letra: Nelson, Juan Abalos Música: Nelson, Juan Abalos, Juan Blas /
13. Venganza / Letra: Nelson - Música: Nelson, Juan Abalos /
14. Cada día / Letra: Nelson - Música: Nelson, Juan Abalos /
15. Fugitivo / Letra: Sandra Baylack, Nelson - Música: Juan Blas /
16. Flores Negras / Letra y Música: Ruben Goldin /
17. Corazonada / Letra: Nelson - Música: Nelson, Roman Martino /

- Dirección Musical y Arreglos: Marcos Rodríguez Corbalan
- Mezclado y MAsterizado en GauchoAlambre Studio Por Joaquin Fontana
- Dirección de arte y cámaras: Alejandro Silva Corbalan.
- Sonido en vivo: Joaquin Fontana
- Estudio Móvil y grabación en directo: PM Studio

### Músicos
- Bajo: Marcos Rodríguez Corbalan
- Teclados y Rhode: Leo Plaate Toledo
- Batería: Patricio Díaz
- Guitarra Eléctrica: Pablo Rovner
- Guitarra Acústica: Peter Akselrad
- Video y realización integral: Tuquito Films

- Datos: Q5747182